# Saffet Kaya
Saffet Kaya (* 14. August 1981 in Recklinghausen) ist ein ehemaliger türkischer Fußballspieler auf der Position des Stürmers.

## Privates
Saffet Kaya ist der Onkel des deutsch-türkischen Fußballers Kaan Ayhan, der unter anderen für den FC Schalke 04 und Eintracht Frankfurt spielte.

## Karriere

### Jugendzeit Borussia Dortmund
Kaya war unter anderem in der Jugendabteilung von Borussia Dortmund aktiv. Mit der U-17 gewann er 1997/98 die B-Jugend-Meisterschaft gegen die Jugend vom VfB Stuttgart. Kaya wurde kurz vor Schluss der regulären Spielzeit eingewechselt. In der nachfolgenden Verlängerung konnte sich ebenfalls kein Team durchsetzen. Das anschließende Elfmeterschießen gewann der BVB 5:4. Den entscheidenden Elfmeter verwandelte Kaya.

### Galatasaray Istanbul
Anschließend wechselte er in die zweite Mannschaft von Galatasaray Istanbul, die 2000/01 in der Paf League antrat. Sein erstes Spiel bestritt er am 19. August 2000 beim 5:1-Heimsieg gegen die Zweite von Erzurumspor. Kaya konnte zwei Tore erzielen. Allerdings blieb er danach in sechs Spielen torlos und verlor seinen Stammplatz im Sturmzentrum. Am 21. Oktober 2000, dem 8. Spieltag, wurde er erst in der 85. Minute beim Stand von 1:0 für Galatasaray im Derby gegen die zweite Mannschaft von Beşiktaş Istanbul eingewechselt. Das Spiel endete 2:0. Im folgenden Spiel gegen die Reserve von Çaykur Rizespor stand er wieder in der Stammelf, blieb aber beim 4:0-Heimsieg torlos. Ende November im Derby gegen die zweite Mannschaft von Fenerbahçe Istanbul stand er nicht einmal im Kader. Im folgenden Spiel zahlte Kaya seinen Startelfeinsatz im Spiel gegen die Zweitvertretung von MKE Ankaragücü mit einem Tor zurück, dennoch verlor die Mannschaft 3:1. In insgesamt 27 Spielen für die zweite Mannschaft von Galatasaray konnte Kaya zehn Tore erzielen.

### Antalyaspor
Da er den Anschluss an die erste Mannschaft nicht schaffte, wechselte er nur ein Jahr später zu Antalyaspor. Sein Debüt in der Süper Lig machte er am 18. August 2001 im Spiel gegen Kocaelispor, als er in der 71. Minute eingewechselt wurde. Aufgrund von Verletzungen kam kein weiterer Einsatz dazu.

### Karriereausklang in Deutschland
Kaya kehrte nach Deutschland zurück und schloss sich dem VfB Hüls an. In 13 Spielen konnte er zwei Tore erzielen. Danach schloss er sich dem SC Hassel an, bevor er aufgrund von Verletzungen seine Karriere mit 21 Jahren beendete.

## Erfolge
Borussia Dortmund
- Deutscher B-Jugend-Meister: 1997/98